# Ryūsuke Ōbayashi
Ryūsuke Ōbayashi (大林 隆介 Ōbayashi Ryūsuke?, nació el 13 de marzo de 1946 en Fukuoka, Prefectura de Fukuoka, Japón) es un seiyū. Algunos de sus trabajos más conocidos incluyen  Soun Tendo en Ranma ½ y al Capitán Kiichi Goto  en la franquicia Patlabor. Él es formalmente acreditado como Ryūnosuke Ōbayashi (大林　隆之介 Ōbayashi Ryūnosuke?), pero su nombre real es Shōchi Ōbayashi (大林　昌一 Ōbayashi Shōichi?). Él es empleado de la firma de talentos 81 Produce.

## Filmografía
| Año  | Producto            | Nombre                                                      | Personaje                                  | Ref    |
| ---- | ------------------- | ----------------------------------------------------------- | ------------------------------------------ | ------ |
| 2014 | Anime               | Buddy Complex                                               | Alessandro Fermi                           | [ 1 ]  |
| 2013 | Anime               | ¡No es mi culpa el no ser popular!                          | Narrador                                   | [ 2 ]  |
| 2012 | Doblaje             | Starship Troopers: Invasión                                 | Alto Comando                               | [ 3 ]  |
| 2012 | Videojuego          | Shin Megami Tensei: Devil Summoner: Soul Hackers            | Takeo Kitagawa                             |        |
| 2011 | Anime               | Hyouge Mono                                                 | Yamanoue Sōji                              |        |
| 2011 | Videojuego          | Macross Ace Frontier                                        | Exsedol Folmo                              |        |
| 2010 | OVA                 | Black Lagoon: el sendero de sangre de Roberta               | Diego José San Fernando Lovelace           | [ 4 ]  |
| 2009 | Doblaje             | Romance de los Tres Reinos                                  | Xun You, Zhang Zhao, Han Sui y Huang Zhong |        |
| 2009 | Doblaje             | The Unborn                                                  | Gordon Beldon                              |        |
| 2008 | Videojuego          | Los rastreadores del cielo: ases inocentes                  | Kayaba                                     |        |
| 2008 | Anime               | Akaneiro ni Somaru Saka                                     | Katagiri Chichi                            | [ 5 ]  |
| 2008 | Anime               | D.Gray-man                                                  | Malcolm C. Lvellie                         | [ 6 ]  |
| 2008 | Serie de televisión | K-tai Investigator 7                                        | Perro letrero (epi. 19, 20)                |        |
| 2007 | Anime               | Shigurui                                                    | Munakata Shinpachiro                       | [ 7 ]  |
| 2006 | Anime               | Hell Girl                                                   | Ryōsuke Sekine                             |        |
| 2006 | Doblaje             | Tras la línea enemiga II: eje del mal                       | Almirante Henry D                          |        |
| 2006 | Doblaje             | Libro negro                                                 | General Käutner                            |        |
| 2006 | Doblaje             | D-Tox                                                       | Jack Bennett                               |        |
| 2006 | Película            | Atagoal                                                     | Kara'agemaru                               |        |
| 2006 | Videojuego          | Final Fantasy XII                                           | Juez Ghis                                  | [ 8 ]  |
| 2005 | Anime               | Monster                                                     | Fritz Vardemann                            |        |
| 2005 | Doblaje             | The Amityville Horror                                       | Jefe de policía                            |        |
| 2005 | Drama CD            | Soul Eater                                                  | Shinigami                                  |        |
| 2003 | Doblaje             | The Animatrix                                               | Cliente, en el corto A Detective Story     | [ 9 ]  |
| 2002 | Película            | WXIII:Patlabor la película 3                                | Capitán Kiichi Goto                        | [ 10 ] |
| 2001 | Anime               | InuYasha                                                    | Daija                                      | [ 11 ] |
| 1999 | Anime               | Dual! Parallel Trouble Adventure                            | Ken Sanada                                 | [ 12 ] |
| 1999 | Anime               | To Heart                                                    | Gengoro Nagase                             |        |
| 1998 | Anime               | Serial Experiments Lain                                     | Yasuo Iwakura                              | [ 13 ] |
| 1998 | Anime               | Fancy Lala                                                  | Fushigi                                    | [ 14 ] |
| 1997 | OVA                 | ¡Vamos a la jungla!                                         | Fuyuhiko Rokudo                            | [ 15 ] |
| 1996 | Anime               | Rurouni Kenshin                                             | Raijūta Isurugi                            | [ 16 ] |
| 1995 | OVA                 | Magical Girl Pretty Sammy                                   | Biff Standard                              | [ 17 ] |
| 1995 | Doblaje             | Restauración                                                | Rey Carlos II                              |        |
| 1994 | Anime               | DNA²                                                        | Yokomori                                   | [ 18 ] |
| 1994 | Anime               | Macross 7                                                   | Exedore Formo                              | [ 19 ] |
| 1993 | Película            | Patlabor 2: la película                                     | Capitán Kiichi Goto                        | [ 20 ] |
| 1991 | Anime               | Leyenda de los héroes galácticos                            | Nielson                                    | [ 21 ] |
| 1989 | Anime               | Patlabor                                                    | Captain Kiichi Gotō                        | [ 22 ] |
| 1989 | Anime               | Ranma ½                                                     | Soun Tendo                                 | [ 23 ] |
| 1989 | Película            | Patlabor: la película                                       | Capitán Kiichi Goto                        | [ 24 ] |
| 1986 | Anime               | Mobile Suit Gundam ZZ                                       | Rakan Dahkaran                             | [ 25 ] |
| 1985 | Anime               | Mobile Suit Zeta Gundam                                     | Ben Wooder                                 | [ 26 ] |
| 1984 | Película            | The Super Dimension Fortress Macross: Do You Remember Love? | Exsedol 4970                               | [ 27 ] |
| 1982 | Película            | Techno Police 21C                                           | Blader                                     |        |
| 1982 | Anime               | The Super Dimension Fortress Macross                        | Exedor Formo                               | [ 28 ] |
| 1975 | Doblaje             | Esos magníficos hombres en sus máquinas voladoras           | Richard Mays                               |        |